# Laura Hanušová
Laura Hanušová, křtěná Laura Terezie Rozina, rozená Nádherná (29. září 1817 Praha-Malá Strana – 9. července 1892 Praha) byla česká spolková činovnice, novinářka, sufražetka a feministka, manželka spisovatele, kritika a vlastence Ignáce Jana Hanuše, matka Dory Hanušové a Kleméňi Hanušové, významných postav českého ženského emancipačního hnutí. Patřila k první generaci českých emancipovaných žen, přátelila se mj. s Boženou Němcovou či Karolinou Světlou a jako jedna z prvních Češek se také amatérsky zabývala geologií.

## Život

### Mládí
Narodila se na Malé Straně v Praze v české rodině důstojníka ve výslužbě Jakuba Nádherného a jeho manželky Wilhelminy rozené Gunnerové. V rodině se mluvilo česky a pěstoval se zde vlastenecký duch, vzdělání se však Lauře a jejím sestrám dostávalo v němčině. Rodina se poté přestěhovala do Kolína, následně do Slaného, kde se mj. přátelila s rodinou starosty města Karla Hemerky. Ve čtrnácti letech byla Laura poslána k výchově u své tety Emílie Nádherné do Vídně, kde se učila mj. francouzštinu, němčinu, hudbu a kreslení, dostala se zde také k literatuře a filosofii.

### Sňatek s J. I. Hanušem

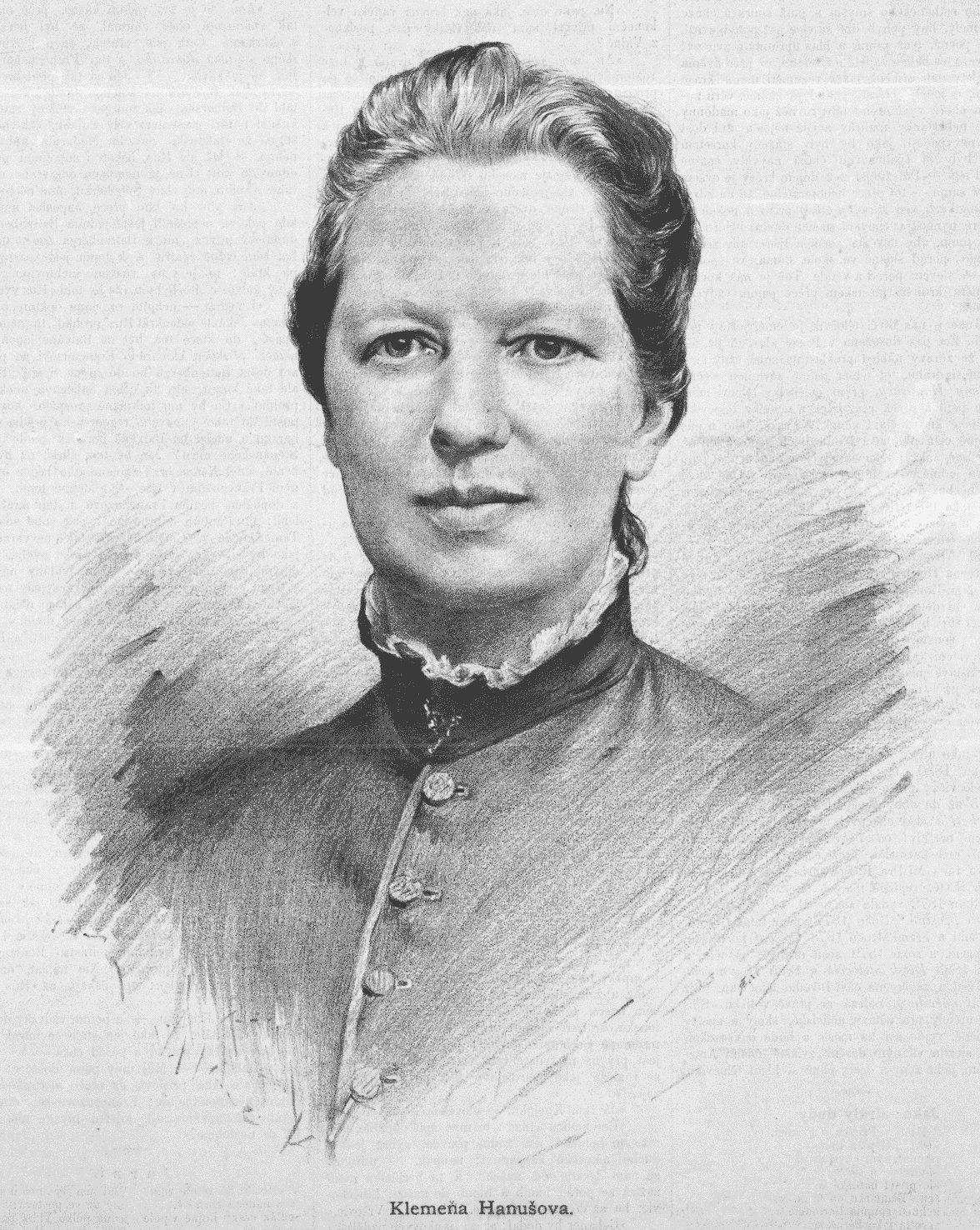
Klemeňa Hanušová, učitelka a sokolská cvičitelka, dcera Laury Hanušové (kresba J. R. Vilímka, 1887)

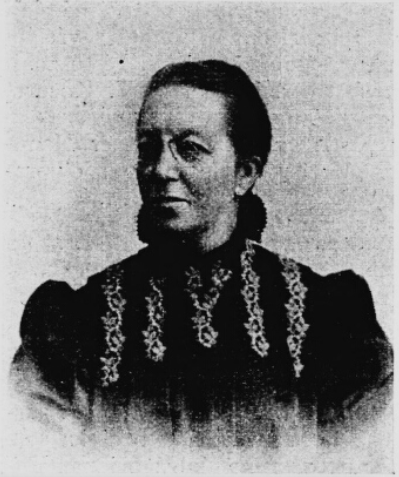
Dora Hanušová, učitelka jazyků a překladatela, dcera Laury Hanušové (Ženské listy, 1908)

Roku 1835 se do Vídně přestěhovala ze Slaného celá rodina Nádherných a zakoupila zde dům, který se záhy stal jedním z center života početné komunity Vídeňských Čechů. Zde se Laura účastnila sešlostí a seznámila se zde mj. s Vojtou Náprstkem, Janem Podlipským či v rámci jeho přednášek, též Ignácem Janem Hanušem, docentem Vídeňské univerzity, jejím pozdějším chotěm.
Krátce po svatbě se rodina Hanušova se pak roku 1837 přestěhovala do Lvova v Haliči, kde J. I. Hanuš působil jako profesor na Lvovské univerzitě. Zde se jim narodily dcery Emílie, Klementina a Theodora, těm se posléze dostalo velmi dobrého, zejména jazykového, domácího vzdělání vedeného otcem. Rodina se roku 1847 přesunula do Olomouce, roku 1849 pak do Prahy, kde Ignác Jan Hanuš získal místo na Karlo-Ferdinandově univerzitě. Bydleli v jezuitských kolejích Klementina, kde Hanuš, jmenovaný profesorem, pracoval ve zdejší knihovně. Zde se narodili jejich další děti. Roku pak 1869 ovdověla.

### Ženské hnutí
Zde Hanušová spolupracovala s předními osobnostmi českého ženského emancipačního hnutí, jako byli například Božena Němcová, Honorata Zapová, Karel Jaromír Erben, Karolína Světlá či Sofie Podlipská. Spoluzaložila s mecenášem Náprstkem a dalšími roku 1865 ženský spolek Americký klub dam, jehož byla spolu se svými dcerami členkou. Roku 1871 se rovněž podílela spolu s Karolínou Světlou, Emílií Bártovou či Věnceslavou Lužickou na vzniku tzv. Ženského výrobního spolku českého. Z gesce spolku byla pro tyto ženy otevřena řemeslná a obchodní škola. Ten si dal za cíl zaopatřit zejména, také válečné, vdovy a matky samoživitelky, které po ztrátě manžela nebyly schopny zajistit sobě, případně rodině, obživu a často tak upadaly do chudoby. Podporovala také vznik dívčího gymnázia Minerva.
Názorové články publikovala Hanušová od 70. let například v časopisech Ženské listy či Ženský svět. Rovněž se zabývala studiem geologie a sestavila katalog díla profesora geologie Jana Krejčího.

### Úmrtí
Laura Hanušová zemřela 9. července 1892 v Praze ve věku 79 let. Pohřbena byla v rodinné hrobce na Olšanských hřbitovech spolu se svým manželem a některými dcerami, které se kvůli výkonu učitelského povolání a nařízeného celibátu neprovdaly.

### Rodinný život
Provdala se za Jana Ignáce Hanuše. Narodili se jim dcery Emílie, Theodora, Klementina a Viluše. Dora Hanušová byla učitelkou jazyků, za svou kariéru přeložila celou řadu textů a děl, především z francouzštiny a angličtiny. Kleméňa Hanušová se stala učitelkou tělocviku a první náčelnicí ženského oddílu Sokola pražského. Dcera Viluše zemřela v dětském věku následkem epidemie pruské cholery zavlečené do klementinských kolejí pruskou armádou během prusko-rakouské války. J. I. Hanuš zemřel 16. května 1869 na mrtvici[nepřesný odkaz].